# Flashpoint Mexico
Flashpoint Mexico (Originaltitel: Love Among Thieves) ist eine US-amerikanische Kriminalkomödie aus dem Jahr 1987. In dem Fernsehfilm spielte Audrey Hepburn ihre letzte Hauptrolle. Der deutsche Fernsehtitel war Liebe Diebe killt man nicht.

## Handlung
Nachdem Stephan verstorben war, tröstete Solange ihre beste Freundin Baroness Caroline DuLac über ihren Verlust hinweg. Beide reisten nach Griechenland, wo Caroline mit Alan Channing einen neuen Mann kennen und lieben lernte. Doch das Glück der Pianistin hielt nicht lange an. Alan wurde entführt und Caroline gezwungen als Lösegeld drei Fabergé-Eier zu stehlen. Damit soll sie nach Mexiko reisen, um Alan zu befreien, wobei sie schon auf dem Weg zum Flughafen von Spicer verfolgt wird. Im Flugzeug selbst gesellt sich auch noch der wenig charmante Mike Chambers zu ihr und belästigt sie mit seinem Willen, rauchen zu wollen. Sie flieht vor ihm und muss nur etwas später am Saborca Aeropuerto feststellen, dass er ihre einzige Möglichkeit ist, sowohl vom Flughafen selbst weg-, als auch zu ihrem Ziel hinzukommen. Aber während der Fahrt nervt er sie weiter und Caroline hofft nur noch, dass sie schnell an ihr Ziel kommt. Unglücklicherweise werden sie auch noch von einer mexikanischen Bande umstellt und gefangen genommen, wobei sie selbst dem Bandenführer Mazo zur Heirat versprochen wird. Mike selbst kann sie nur nach sehr viel Feilschen, einer Menge Alkohol und zwei Dutzend handgerollter Kubanischer Zigarren wieder freikaufen.
Das kostet allerdings soviel Zeit, dass sie in der Wüste übernachten müssen und am nächsten Morgen, nach einer Wilden Verfolgungsjagd und Schießerei mit Spicer zu spät zum Übergabetermin kommen. Zu dieser Enttäuschung kommt auch noch hinzu, das Mike die Fabergé-Eier in ihrem Gepäck fand und sie nun auch noch auf der Flucht vor ihm ist. Dabei wird sie auch noch von ominösen Männern entführt, die sich bald als Ians Gefolgsleute herausstellen. Er schickte sie los, um sich die Eier zu besorgen. Da er sie nun hat, lässt er Alan wieder frei, sodass Caroline ihn wieder in ihre Arme schließen darf. Vielmehr darf sie am nächsten Morgen wieder abreisen. Doch das traute Glück hält nicht lange an. Des Nachts belauscht sie ein Gespräch zwischen Ian und Alan, in dem sie erfährt, dass beide nicht nur zusammenarbeiten, sondern sie auch versuchen wollen am nächsten Morgen zu töten. Also setzt sie alles daran, um zu flüchten. Dabei trifft sie wieder auf Mike, der sich als Interpol-Agent vorstellt und ihr zu flüchten hilft. Doch schon bald werden sie einerseits von Spicer und andererseits von Ian und Alan eingekreist, wobei es zur Schießerei kommt, bei der Spicer getroffen wird. Die Verwirrung nutzen Caroline und Mike zur Flucht, wobei sie es gerade noch zu einem Zug schaffen. Als Schwarzfahrer werden sie nach einer Weile aus dem Zug geworfen und müssen per Anhalter nach San Gabriel weiterfahren.
Unterwegs zweifelt Caroline Mikes Interpolgeschichte an. Doch er versichert ihr, dass er nur die Fabergé-Eier will, um endlich Spicer hinter Gitter zu bekommen. Caroline will ihm helfen, doch nachdem sie in San Francisco ankommen, müssen sie feststellen, dass nicht nur Solanges Wohnung von der Polizei umstellt ist, sondern Caroline auch noch für eine Kriminelle gehalten wird. Als sie dann auch noch vor Alan fliehen, verstecken sich beide schließlich in einem billigen Hotel. Von dort aus ruft sie Solange an und vereinbart ein Treffen am Bahnhof. Dort hingegen trifft sie auf Alan. Solange und Alan sind heimlich ein Liebespaar und haben Caroline eine Falle gestellt. Doch Mike eilt zur Hilfe und rettet Caroline, gefolgt von Spicer, der sich als Lt. Spicer von Interpol vorstellt und alle verhaftet. Nach der anschließenden Zeugenaussage sucht Caroline Mike bei einem Galadinner auf und sie tanzen zusammen.

## Kritik
Obwohl dem Film das Flair eines Meisterwerkes fehle, sei dieses „rasante Abenteuer“ angenehm zu sehen, meinte Lee Margulies von der Los Angeles Times. Bei dieser von Young so „lebhaft geführte Geschichte“ sei insbesondere Hepburns Fernsehdebüt eine der „größten Freuden“. Allerdings bemängelte Margulies auch die „fehlende Chemie“ der beiden Hauptdarsteller.
Audrey Hepburn sei „immer noch schön, obwohl sie zerbrechlicher als sonst wirke“, meinte John J. O’Connor von der New York Times. Ansonsten sei der Film weder bemüht noch würde er nachhaltig in Erinnerung bleiben.
Jeff Jarvis verriss den Film im People-Magazin. Der Film sei „das Videoband nicht wert, auf das es aufgenommen wurde.“ Insgesamt habe die Geschichte einen „langen, langsamen und schlampigen Aufbau“, wobei sie voller „Antihöhepunkte“ sei.
Als „unangenehm zu sehen“, bezeichnete Daniel Ruth von der Chicago Sun-Times zwei der „beliebtesten Schauspieler des Filmgeschäfts in ihren besten Jahren“, in so einen Film zu sehen. Der Film „borge sich freizügig“ viele Szenen anderer Filme und würde seine Stars ansonsten auch „schmähen“.
„Der Film will so lustig[…], so spannend, […] so romantisch sein“, und scheitere dabei jedes Mal, meinte John Leonard im New-York-Magazin. Auch er kritisierte die fehlende Chemie der beiden Hauptdarsteller. So habe Hepburn „ein besseres Setting verdient“ und wirke Wagner „mit sich selbst zufrieden“.
Das Lexikon des internationalen Films meinte: „In der Tradition beschwingter Krimiepisoden der 60er Jahre stehend […], gewinnt der leidlich unterhaltsame Film nur durch die Hauptdarsteller an Reiz.“

## Hintergrund
Ursprünglich wurde die Rolle des Mike Channing dem Schauspieler Tom Selleck angeboten. Nachdem dieser absagte, wurde sie auf Anraten Hepburns Wagner angeboten. Laut eigener Aussage Hepburns lag es lediglich daran, dass sie ein großer Fan der Fernsehserie Hart aber herzlich war.
Der Film wurde zum ersten Mal am 23. Februar 1987 auf dem US-amerikanischen Fernsehsender ABC ausgestrahlt. In deutscher Sprache wurde er im November 1987 direkt auf VHS veröffentlicht und am 7. Juli 1990 auf dem ostdeutschen Fernsehsender DFF 1 ausgestrahlt.